# Kalecy
Kalecy (niderl. Kreupelen) – obraz olejny niderlandzkiego malarza Pietera Bruegla.

## Opis
Jeden z pięciu ostatnich obrazów Bruegla, na których ukazuje duże postacie. Obraz przedstawia grupę pięciu kalek, prawdopodobnie żebrzących na ulicy lub podczas jakiegoś festynu. Grupa jest czymś poruszona. Każdy z nich ma na głowie odmienne nakrycie głowy, które może wskazywać na różne pochodzenie lub pozycje społeczne: można rozpoznać mitrę (odniesienie do księdza), futrzaną czapkę (mieszczanin), czepek (wieśniak), hełm (żołnierz) i koronę (arystokrata). Zróżnicowanie to może odnosić się do niderlandzkiego przysłowia: Kłamstwo podąża jak kaleka na kulach, które odnosiło się do hipokrytów. Z prawej strony widoczna jest kobieta, która oddala się pozostawiając kalekom pożywienie. Podobne postaci Bruegel namalował kilka lat wcześniej w dziele Walka karnawału z postem.
W biografii malarza autorstwa Feliksa Timmermansa znajduje się wzmianka, jakoby Bruegel przez pewien okres życia przebywał w środowisku żebraków i poznał ich „sztuczki” wyłudzania datków i jałmużny oraz zwyczaje panujące wewnątrz takiego środowiska.